# Dziewczę z sadu
Dziewczę z sadu (alternatywne tytuły : "Kilmeny ze starego sadu" lub "Kilmeny z kwitnącego sadu", oryg. Kilmeny of the Orchard, 1910) – powieść Lucy Maud Montgomery.
Historia niemej dziewczyny, w której zakochuje się pewien młodzieniec.
Książka tym razem pisana jest z punktu widzenia młodego mężczyzny. Młody Eryk Marshall opuszcza rodzinne Queenslea i na prośbę starego przyjaciela obejmuje posadę nauczyciela w miejscowości Lindsay położonej na wyspie Księcia Edwarda. Tam poznaje prawdziwą miłość, a także dowiaduje się jak potężna może być zawiść.